# Il terrore di Londra
Il terrore di Londra (Trog) è un film horror di fantascienza del 1970 diretto da Freddie Francis, con protagonista Joan Crawford nella sua ultima apparizione cinematografica
Il film parla della scoperta di un "troglodita" (o un uomo delle caverne) dell'era glaciale ancora vivente nel Regno Unito del XX secolo.

## Trama
Nella Gran Bretagna contemporanea, la dottoressa Brockton, una famosa antropologa e ricercatrice, scopre che nelle caverne della campagna inglese vive l'ultimo troglodita, un maschio solitario, che potrebbe essere aiutato e persino addomesticato. Nell'interesse della scienza e della potenziale scoperta rivoluzionaria dell'anello mancante dell'evoluzione da scimmia a uomo, con una spedizione trasmessa in diretta dalla BBC, porta la creatura in superficie, provocando il panico tra i cittadini e la polizia. Per prevenire le sue reazioni violente, Brockton stordisce la creatura con un tranquillante, costringendolo alla sottomissione e riportandolo nel suo laboratorio per studiarlo. Brockton tuttavia corre seri guai poiché la gente non vuole saperne di avere un "mostro" nella capitale britannica, soprattutto Sam Murdock, un uomo d'affari locale che non solo ha paura delle ricadute economiche negative ma è anche sospettoso nei confronti di una donna a capo di una struttura di ricerca. Nel frattempo, Brockton insegna alla creatura, a cui è stato dato il nome di "Trog" (da troglodita), a giocare e condividere. La capacità di parlare è indotta da una serie di interventi chirurgici e da un misterioso dispositivo ipnotico che fa sì che Trog veda o riviva il suo lontano passato, compresi gli scontri tra vari animali, ma questo non basterà a civilizzarlo o a renderlo innocuo.

## Produzione

### Sviluppo
Basato su una storia originale di Peter Biyan e John Gilling (già regista di Madra... il terrore di Londra), venne comprato dal produttore Herman Cohen che, nel luglio 1968, firmò un contratto con la Warner Bros.. Le riprese tuttavia furono ritardate di mesi, fino a quando l'attrice statunitense Joan Crawford accettò di recitare nel film nel maggio 1969. Nella sceneggiatura originale il protagonista era un uomo, perciò venne riadattato appositamente per Crawford. 

### Riprese
Crawford descrisse Trog come "un film a basso costo", aggiungendo che forniva lei stessa sul set "la maggior parte del suo guardaroba". Lo stesso costume da scimmia del film era un residuo di 2001: Odissea nello spazio di Stanley Kubrick. 
Poche settimane dopo che Crawford si era impegnata nel progetto, il 30 giugno 1969 le riprese del film iniziarono a Londra.
In seguito, il regista britannico Francis si pentì pubblicamente di aver realizzato il film, definendolo "terribile" e di averlo girato solo per Crawford, diva dell'età dell'oro di Hollywood in declino, che definì una vecchia signora molto triste: "È stata l'ultima cosa che ha fatto, non avrebbe dovuto farla e io neanche... Era sola, non aveva amici e ha continuato a scrivere lettere tristi a me e a mia moglie finché non è morta." L'attrice non navigava economicamente in buone acque da tempo, accettò la parte solo per questa ragione, ma disprezzava il film e amava ripetere che "se non fosse stata una fervente cristiana si sarebbe suicidata".
Trog fu interpretato dal wrestler professionista inglese Joe Cornelius, scelto per il suo fisico e le sue capacità atletiche. Cornelius smentì le voci circa la perenne ubriachezza di Crawford durante le riprese; la descrisse come un'interprete fantastica con cui lavorare, sempre puntuale, adorabile, che elargiva frequentemente regali a tutta la troupe e che gli mandava sempre cartoline ogni Natale. 

## Distribuzione
Il film, una commistione tra orrore e fantascienza, uscì nelle sale britanniche nel luglio e in quelle statunitensi nell'ottobre 1970, distribuito dalla Warner Bros. Per la visione domestica e i collezionisti di film, Warner Home Video iniziò a commercializzare copie VHS di Trog nel 1995 e in formato DVD nel 2007. 

## Accoglienza
Il film ebbe un discreto successo commerciale ma venne stroncato dalla critica per la trama raffazzonata e la povertà delle scene. La rivista Variety riportò che la pellicola nella sua prima settimana di uscita aveva già incassato 300.000$. Tuttavia, negli anni successivi quello che, a tutti gli effetti, era un film di serie B, raggiunse lo status di film di culto tra gli appassionati del genere. Nel 2005 venne inserito tra i "100 film più piacevolmente brutti mai realizzati". Le vicende delle riprese del film compaiono nella prima stagione di Feud.